# 佐藤不二男
佐藤 不二男（さとう ふじお、生没年不詳）は、日本の旅館経営者・地方政治家。長野県軽井沢町の老舗旅館「つるや旅館」の経営者であり、1955年から1965年にかけて同町の町長（第12 - 14代）を務めた。軽井沢の観光政策と文化形成に貢献し、芥川龍之介や片山廣子ら文化人との交友も知られている。

## 来歴
軽井沢宿で江戸期より茶屋「鶴屋」を営んできた佐藤家に生まれる。東京の京北中学校（旧制）を卒業後、家業であるつるや旅館を継承。文化人や政財界人を多く迎え入れ、軽井沢の避暑地文化を支えた。
1955年（昭和30年）5月から1965年（昭和40年）3月まで、軽井沢町長を3期連続（第12 - 14代）で務めた。「軽井沢ロータリークラブ」初代会長となるなど、地域振興に関与した。

### 第一次・佐藤不二男町政
1955年（昭和30年）4月の選挙では、前町長の佐藤恒雄の3選が大きな焦点となったが、新人である不二男が当選した。1988年（昭和63年）に軽井沢町誌刊行委員会より発行された『軽井沢町誌 歴史編 近・現代』によると、不二男の第一次町政の特色は、財政再建策を重視し行政機構の改革を行うとともに、町の目標を観光と農業に置き、両者が互いに理解し協力する体制を整えることに注力したことにある。1955年に制定した 「軽井沢町の善良なる風俗維持に関する条例」や、同年に発足した軽井沢町風俗審議会の発足は、「観光都市建設の大きなステップとなった」との評価が残されている。1955年8月27日には、昭和天皇・香淳皇后が皇太子（当時）を訪問した折、碓氷峠見晴台を視察しており、佐藤は町長として案内の役目を果たした。信越本線碓氷峠の改良促進を図るため1957年（昭和32年）に設立された信越本線改良促進期成同盟会が軽井沢町役場に置かれ、不二男は町長として推進役の中心となった。信越本線の碓氷新線は1963年（昭和38年）に開通し、首都圏との時間的距離が短縮されたことで、軽井沢が大衆的な観光地・避暑地として注目される一因となった。

### 第二次・佐藤不二男町政
1959年（昭和34年）4月の選挙では、佐藤今朝市郎との「町内を二分する」と評された激戦を経て再選された。『軽井沢町誌 歴史編 近・現代』によると、第二次町政の頃より、町税の納入も順調となり、地方交付税額も伸び、町の財政は安定。町政は都市・道路・水道などの観光地整備事業に注力したとの記載が残る。同町史によると、1959年（昭和34年）には、公営では全国初の町営ユースホステルを完成させ、町として観光事業に積極的に乗り出したこと、在任期間中の1962年（昭和37年）には、草軽電気鉄道が廃線となったとの記述も残る。また、1963年（昭和38年）2月には、世界スピードスケート選手権大会が開催されたことで、軽井沢の名前が世界に拡がることとなった。

### 第三次・佐藤不二男町政
1963年（昭和38年）4月の選挙では、無投票で3選された。『軽井沢町誌 歴史編 近・現代』によると、1964年（昭和39年）に、公共的な開発事業を行うため軽井沢開発公社を設立し、不二男が理事に就任した。同年には、東京オリンピックの総合馬術競技を軽井沢に招致、開催したことで、国際観光都市としてのイメージが強まった。町政では、軽井沢駅前の区画整理事業に着手、町道の舗装整備・上水道の拡大整備に取り組んだが、1965年（昭和40年）2月に臨時町議会で報告された水道係汚職事件を受け、引責辞任した。

## 建築・別荘
1940年（昭和15年）、不二男は自らの設計により、軽井沢に和洋折衷形式の別荘を建築した。現存する建物は軽井沢ブループラークに指定されている。

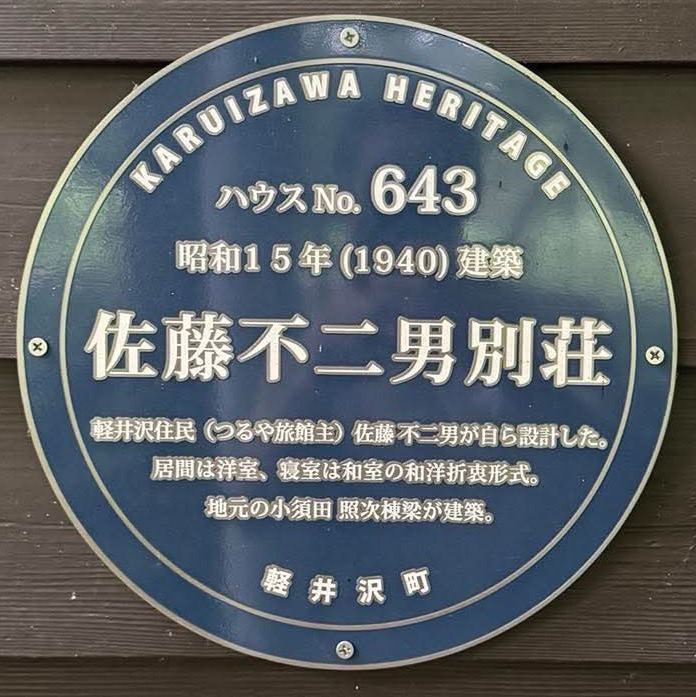

## 著作
- 『軽井沢物語 子や孫に語る』軽井沢書房刊（1976年発行）

## 栄典
- 勲六等単光旭日章受賞